# الجبهة الإسلامية لتحرير أوروميا
الجبهة الإسلامية لتحرير أوروميا (اختصارًا IFLO) هي منظمة سياسية وشبه عسكرية أورومية مقرها بأوروميا في إثيوبيا أسسها قائدها العام، عبد الكريم إبراهيم حامد، والمعروف أيضًا باسم جارا أبا جدا.
كانت المجموعة متمركزة سياسيًا وعسكريًا في شرق إثيوبيا، وكانت تسيطر على أجزاء من الريف في المرتفعات الشرقية وحول جيجيجا بحلول الوقت الذي فر فيه منغستو هيلا مريام من البلاد في ربيع عام 1991. بعدها انضمت إلى الحكومة الانتقالية الإثيوبية حيث شغل الحزب 3 مقاعد من أصل 27 مخصصة لأحزاب أورومو. حصلت جبهة تحرير أورومو 12 مقعدًا، بينما حصلت المنظمة الديمقراطية لشعوب أورومو على المقاعد 10 المتبقية.

## الصراعات
بصرف النظر عن تمردها المسلح ضد نظام ديرغ الذي أطيح به في عام 1991، انخرطت الجبهة الإسلامية لتحرير أوروميا لاحقًا في اشتباكات مسلحة مع الأحزاب المهيمنة الأخرى في ما كان يعرف باسم الحكومة الانتقالية الإثيوبية، وهي جبهة التحرير تغراي. اندلعت الاشتباكات بسبب أعمال تخريب وعدوان مزعومة ضد المنظمة. لقد بدأ هذا فورًا بعد الإطاحة بمنغستو هيلا مريام. تتضمن بعض الأمثلة ما يلي:
في 18 يناير 1992، قتل اثنان من قادة الجبهة الإسلامية لتحرير أوروميا هما عبد الرحمن يوسف وعزالدين محمد أحمد، على يد الجبهة الثورية الديمقراطية الشعبية الإثيوبية في دير داوا. وأصيب خمسة اخرون. زعمت الجبهة الثورية الديمقراطية الشعبية الإثيوبية أن قادة الجبهة الإسلامية لتحرير أوروميا فشلوا في إيقاف سيارتهم عند حاجز على الطريق وفتحوا النار على حراس الجبهة الثورية الديمقراطية الشعبية الإثيوبية؛ تدعي الجبهة الإسلامية لتحرير أوروميا أن الحادث كان كمينًا مخططًا، وأشارت إلى مقتل شخص آخر من قياداتها، وهو فيصل برو، وإصابة آخرين، خلال الأشهر السابقة على يد الجبهة الثورية الديمقراطية الشعبية الإثيوبية.
تم تحويل منزل أتو محمد تشيلو في أديس أبابا إلى سجن لمدة ثلاثة أيام، من 25 سبتمبر حتى 27 سبتمبر 1993. احتلت مجموعة من المسلحين التابعين للجبهة الثورية الديمقراطية الشعبية الإثيوبية المنزل، زاعمة أن أتو محمد أخفى بعض الأفراد الذين كانوا يبحثون عنهم وطالبت بمعرفة مكان وجودهم. تم تقييد أتو محمد وثلاثة رجال آخرين بإحكام عبر الحبال وتعرضوا للضرب أمام أفراد عائلاتهم. تسببت الحبال التي كانت أيديهم مقيدة والضرب بأضرار جسيمة في أجسادهم.
كان أتو محمد تشيلو عضوًا في اللجنة المركزية لـ الجبهة الإسلامية لتحرير أوروميا وكان عضوًا في مجلس النواب في الحكومة الانتقالية الإثيوبية.
اتُهم تسفاي ديريسا وبيكيلي ميكونين من صحيفة أورجي في ديسمبر 1995 بـ«نشر معلومات كاذبة ونشرها دوليًا» فيما يتعلق بتقريرهما عن بيان عسكري صادر عن جبهة تحرير أورجي والجبهة الإسلامية لتحرير أوروميا.
بعد الانسحاب من الحكومة الانتقالية ومقاطعة الانتخابات العامة عام 1995، عادت المجموعة إلى الأدغال بهدف الإطاحة بالجبهة الثورية الديمقراطية الشعبية الإثيوبية، ومنذ ذلك الحين أعلنت مسؤوليتها عن العديد من العمليات التي شنت ضد أهداف الجبهة الثورية الديمقراطية الشعبية الإثيوبية.
في مقابلة عام 1994 مع صحيفة مكتوبو باللغة العربية أتاحتها مدونات النجاح، ادعى عبد الكريم إبراهيم حامد أن المجاهدين سيطروا على 24000. كم 2، معظمها في منطقة منطقة شرق هرارج، وأنها كانت تنفذ عمليات كوماندوز ضد أهداف الجبهة الثورية الديمقراطية الشعبية الإثيوبية.

## الروابط والمراجع
- Fidohome.org
- Osar.ch[وصلة مكسورة]
- Isic-centre.org
- Dosfan.lib.uic.edu
- بحث جوجل
- Blogs.najah.edu